# HMCS Prince Rupert
HMCS Prince Rupert (K324) – kanadyjska fregata z okresu II wojny światowej, jedna ze 135 zbudowanych jednostek typu River. Okręt został zwodowany 3 lutego 1943 roku w stoczni Yarrow Shipbuilders w Esquimalt, a do służby w Royal Canadian Navy wszedł 20 sierpnia 1943 roku z numerem burtowym K324. Podczas działań wojennych HMCS „Prince Rupert” uczestniczył w eskorcie 20 konwojów, a w marcu 1944 roku wspólnie z innymi jednostkami zatopił niemieckiego U-Boota U-575. Jednostka została wycofana ze służby 16 stycznia 1946 roku i sprzedana w roku następnym, a jej kadłub został zatopiony jako falochron w 1948 roku u brzegów wyspy Vancouver.

## Projekt i budowa
Projekt okrętu powstał na skutek konieczności budowy jednostek eskortowych przeznaczonych do ochrony konwojów o lepszych parametrach od korwet typu Flower, budowanych masowo w początkowym okresie II wojny światowej. Bazując na rozwiązaniach konstrukcyjnych tych ostatnich, inżynier William Reed zaprojektował jednostki znacznie dłuższe, szersze, wyposażone w siłownię o większej mocy z dwiema śrubami (lecz nadal była to maszyna parowa, znacznie tańsza od nowocześniejszych turbin parowych), co w konsekwencji spowodowało wzrost zasięgu, dzielności morskiej, prędkości i ilości przenoszonego uzbrojenia. Wykorzystanie cywilnych metod budowy i podzespołów dało możliwość masowej i taniej produkcji okrętów nawet w małych stoczniach, w wyniku czego powstało aż 135 fregat typu River. Nowy typ jednostki zwalczania okrętów podwodnych był pierwszym, który został sklasyfikowany jako fregata.
HMCS „Prince Rupert” zbudowany został w stoczni Yarrow Shipbuilders w Esquimalt. Stępkę okrętu położono 6 sierpnia 1942 roku, a zwodowany został 3 lutego 1943 roku .

## Dane taktyczno-techniczne
Okręt był oceaniczną fregatą, przeznaczoną głównie do zwalczania okrętów podwodnych. Długość całkowita wynosiła 91,8 metra (86,3 metra między pionami), szerokość 11,2 metra i zanurzenie maksymalne 3,89 metra . Wyporność standardowa wynosiła pomiędzy 1310 a 1460 ton, a pełna 1920–2180 ton . Okręt napędzany był przez dwie maszyny parowe potrójnego rozprężania o łącznej mocy 5500 KM, do których parę dostarczały dwa trójwalczakowe kotły Admiralicji . Dwuśrubowy układ napędowy pozwalał osiągnąć prędkość 20 węzłów . Okręt zabierał maksymalnie zapas 646 ton mazutu, co zapewniało zasięg wynoszący 7200 Mm przy prędkości 12 węzłów (lub 5400 Mm przy prędkości 15 węzłów) .
Uzbrojenie artyleryjskie jednostki składało się z dwóch pojedynczych dział uniwersalnych kal. 102 mm (4 cale) QF HA Mark XIX L/40 . Uzbrojenie przeciwlotnicze składało się z 4–6 pojedynczych działek automatycznych Oerlikon kal. 20 mm Mark II/IV L/70 . Broń ZOP stanowiły: miotacz Hedgehog oraz osiem miotaczy i dwie zrzutnie bomb głębinowych (z łącznym zapasem do 150 bg) . Wyposażenie radioelektroniczne obejmowało radary Typ 271 lub 272, 291 oraz sonary .
Załoga okrętu składała się z 140 oficerów, podoficerów i marynarzy .

## Służba
Okręt wszedł do służby w Royal Canadian Navy 20 sierpnia 1943 roku, otrzymując numer taktyczny K324. Podczas wojny jednostka uczestniczyła w eskorcie 20 konwojów: SC-150 (styczeń 1944 roku), ONS-28 (styczeń – luty), HX-279 (luty), ON-227 (marzec), HX-284 (marzec – kwiecień), ON-232 (kwiecień), HX-289 (maj), ON-237 (maj), HX-294 (czerwiec), ON-242 (czerwiec – lipiec), HX-299 (lipiec), ON-247 (sierpień), HX-304 (sierpień), ON-253 (wrzesień), HX-311 (październik), ON-262 (październik – listopad), HX-351, HX-352, HX-353 (kwiecień – maj 1945 roku) i HX-357 (maj – czerwiec) .
13 marca 1944 roku „Prince Rupert”, płynąc w eskorcie konwoju ON-227, na północ od Azorów zatopił (wspólnie z amerykańskimi niszczycielami USS „Hobson” i USS „Haverfield” oraz lotnictwem) ogniem artylerii na pozycji 46°18′N 27°34′W/46,300000 -27,566667 niemieckiego U-Boota U-575, na którym zginęło 18 członków załogi (uratowano 37 osób, które trafiły do niewoli).
W 1944 roku wzmocniono uzbrojenie przeciwlotnicze jednostki, instalując dodatkowe działka kal. 20 mm (od tego momentu fregata była uzbrojona w 10-12 działek Oerlikon kal. 20 mm Mark II/IV L/70 (sześć podwójnych lub cztery podwójne i dwa pojedyncze)  . W 1945 roku dokonano kolejnej modyfikacji uzbrojenia: zdemontowano dwa pojedyncze działa kal. 102 mm, instalując w zamian podwójny zestaw QF Mark XVI L/45 tego samego kalibru  .
Jednostka została wycofana ze służby 16 stycznia 1946 roku i następnie sprzedana 13 grudnia 1947 roku. Kadłub został zatopiony jako falochron w 1948 roku u brzegów wyspy Vancouver.